# Kulturmiljø
Kulturmiljø er et nyere etnologisk begreb, der anvendes ved beskrivelse af kulturhistoriske sammenhænge i by og på land. Begrebet er opstået som følge af et behov for en holistisk anskuelse af samspillet mellem del og helhed og vidner desuden om et videnskabeligt paradigmeskift fra en essentialistisk til en konstruktivistisk tilgang til kulturarv og kulturhistorie.
Som erstatning eller supplement til den traditionelle isolerede anskuelse af enkeltdele, eksempelvis en enkelt fredet historisk bygning, præsenterer kulturmiljøbegrebet en synsmåde, hvor bygning og omverden ikke kan adskilles, men indgår i en dynamisk helhed, der er under stadig forandring (eksempelvis opførelse af et højhus som nabobygning til den fredede bygning). Fortalere for kulturmiljøbegrebet vil hævde, at metoden bedre forklarer den reelle oplevelse af kulturarven og bedre kan beskrive forandringer i det fysiske miljø. Omvendt har begrebet også en elasticitet, der gør grænserne for kulturmiljøerne diffuse og subjektive.
Kulturmiljø-tænkningen har inspireret SAVE-metoden og dermed kortlægningen af kulturmiljøer i de såkaldte kommuneatlas (siden omdøbt til først kulturmiljøatlas og siden kulturarvsatlas).
"Kulturmiljø" kan vælges som et modul på uddannelser på Roskilde Universitet.